# Colin Nouailher
Colin Nouailher, né vers 1514 et mort vers 1588, est un peintre émailleur et miniaturiste français qui exerça à Limoges au cours du XVIe siècle. On connaît peu de chose sur sa vie. Plusieurs de ses œuvres sont exposées dans différents musées, dont le Louvre et le Metropolitan Museum of Art.
Son prénom est parfois orthographié « Couly », et son patronyme, « Noylier » ou « Noyier ».

## Biographie
Spécialisé dans les grisailles et les plaques polychromes, Colin Nouailher représente des scènes d'inspiration religieuse. Son activité à Limoges est attestée entre 1539 et 1545. Son atelier a produit une quantité importante de plaques émaillées. 

## Œuvres

### Série des Preux

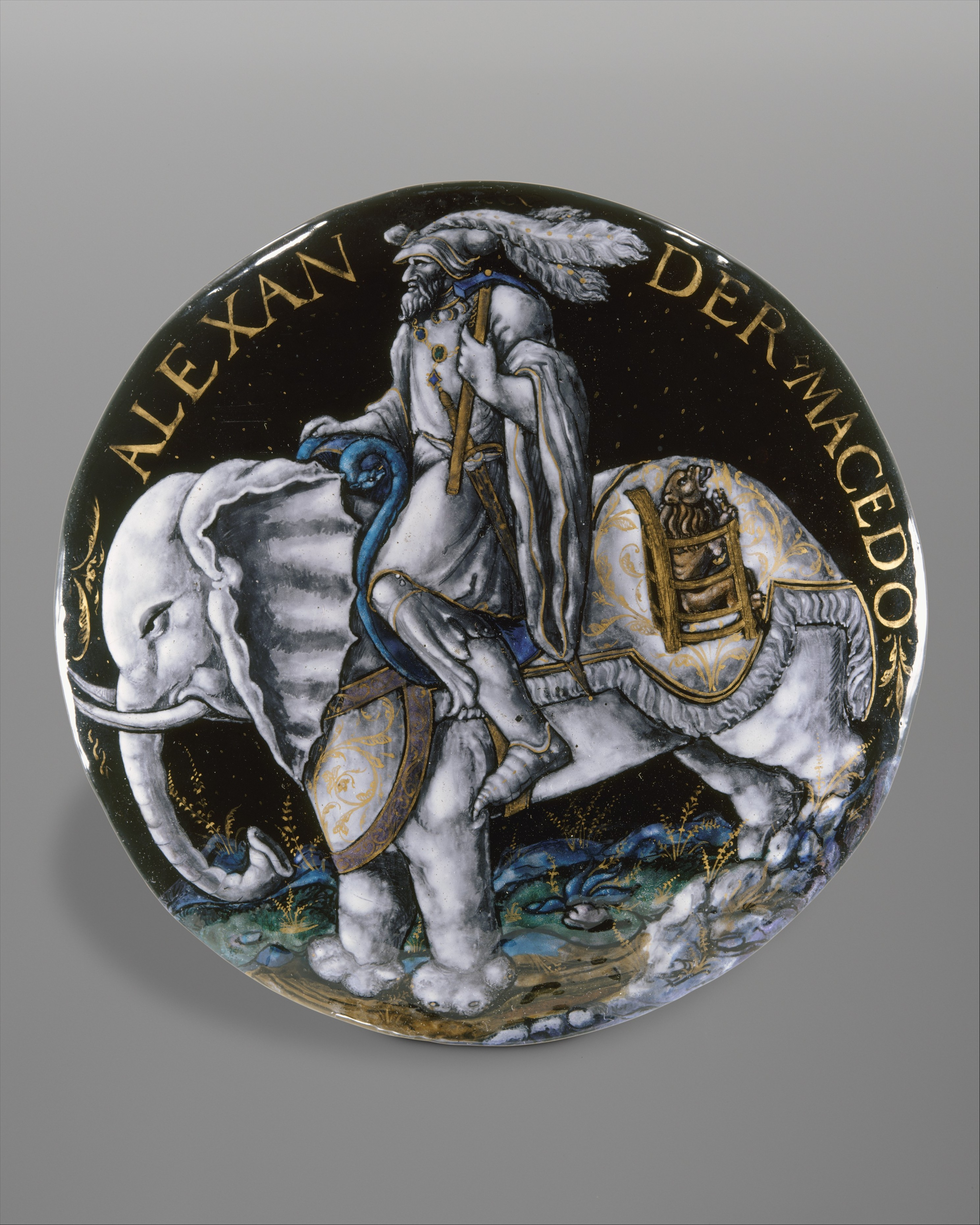
Alexandre le Grand, d'après Jacob Cornelisz van Oostsanen, v. 1541, Metropolitan Museum of Art
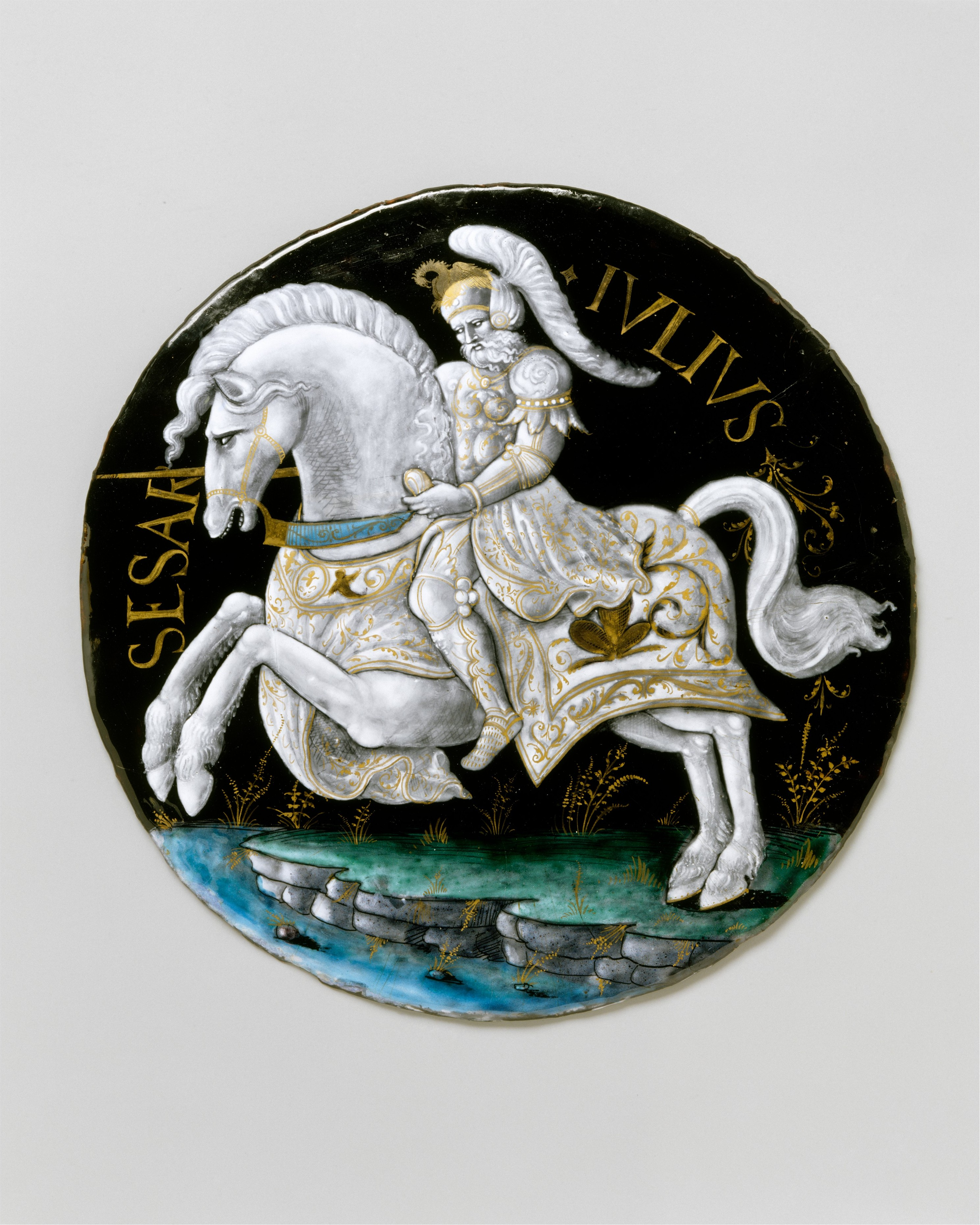
Jules César, v. 1541, Metropolitan Museum of Art
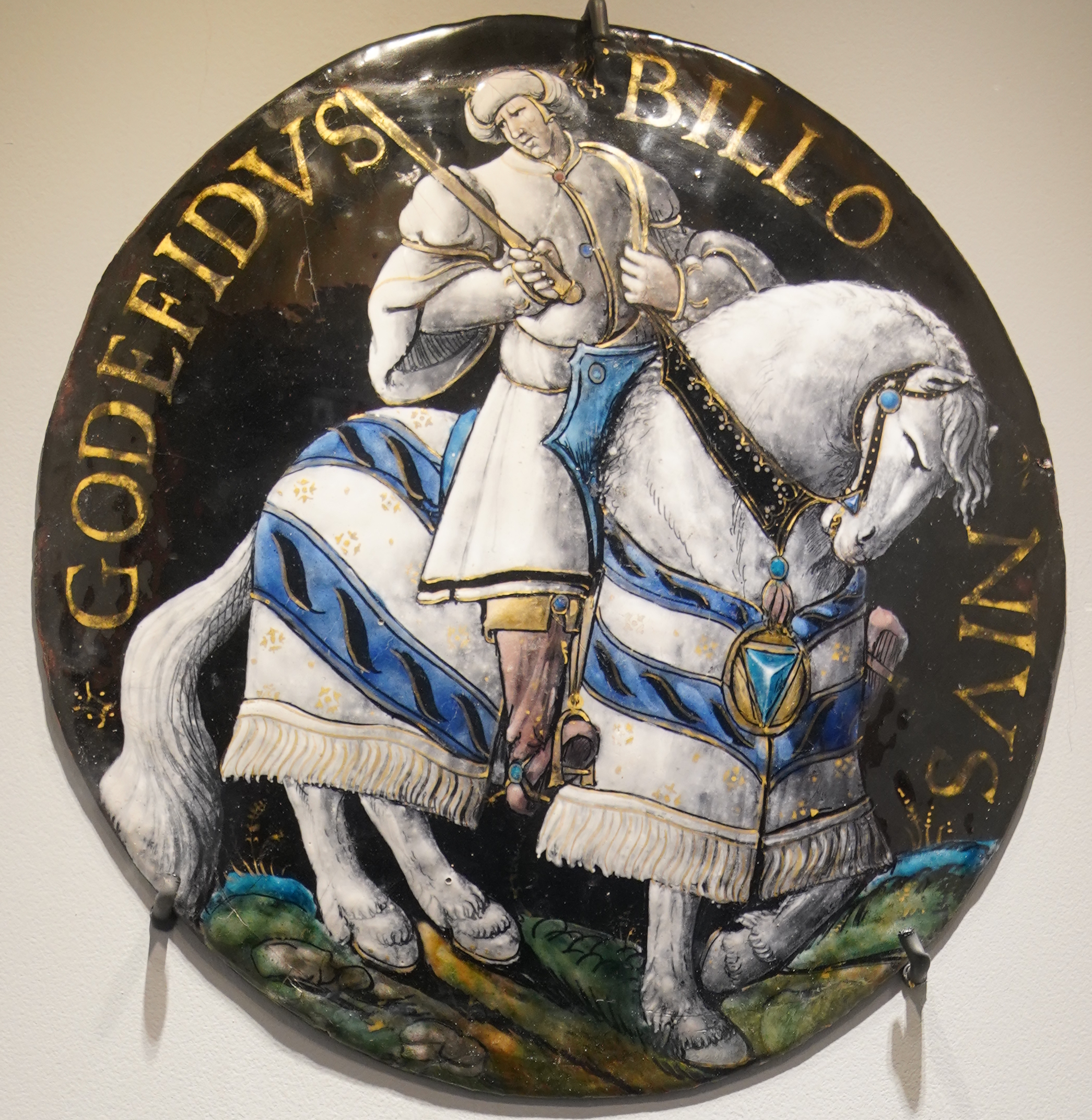
Godefroy de Bouillon, musée Saint-Loup
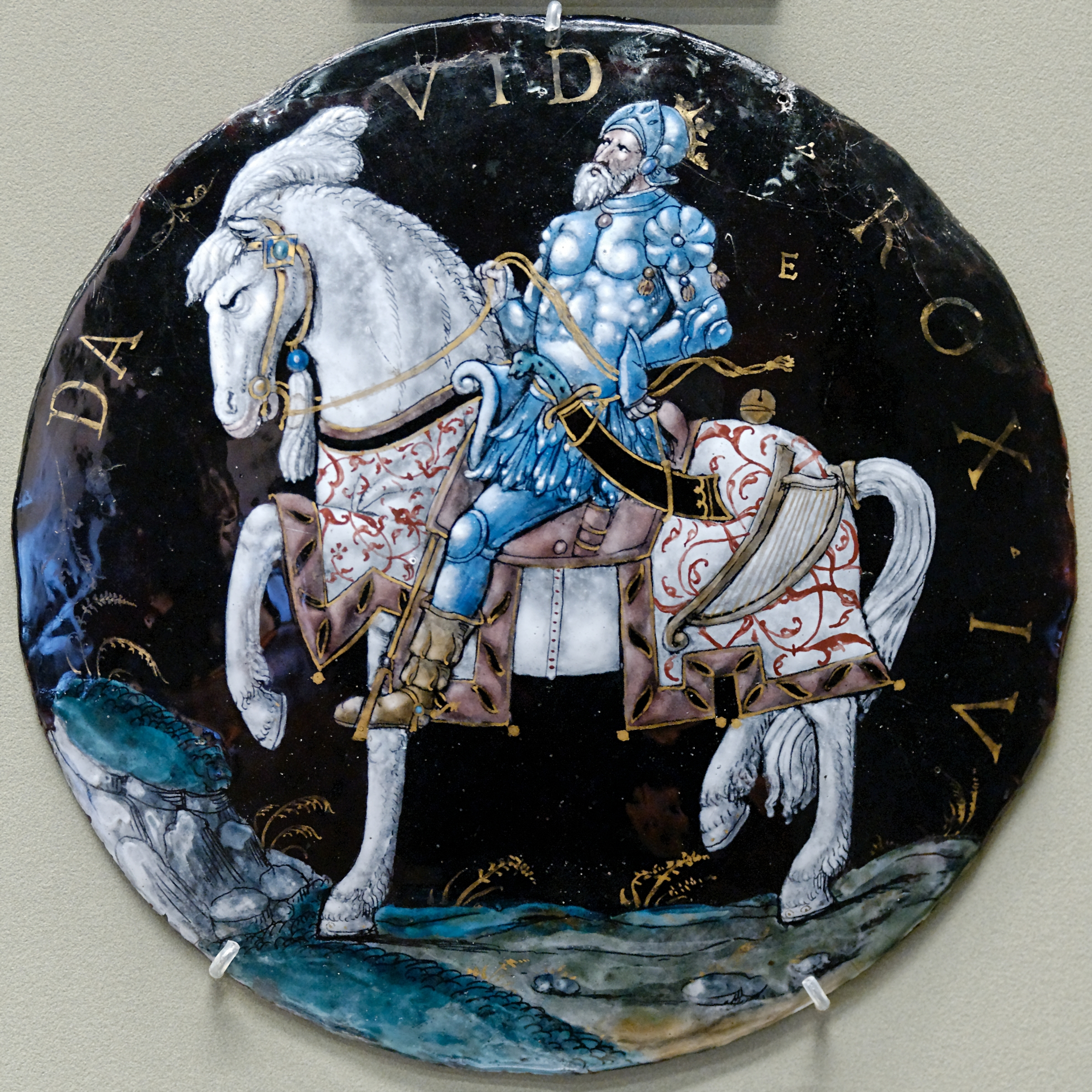
David, musée du Louvre

### Autres œuvres

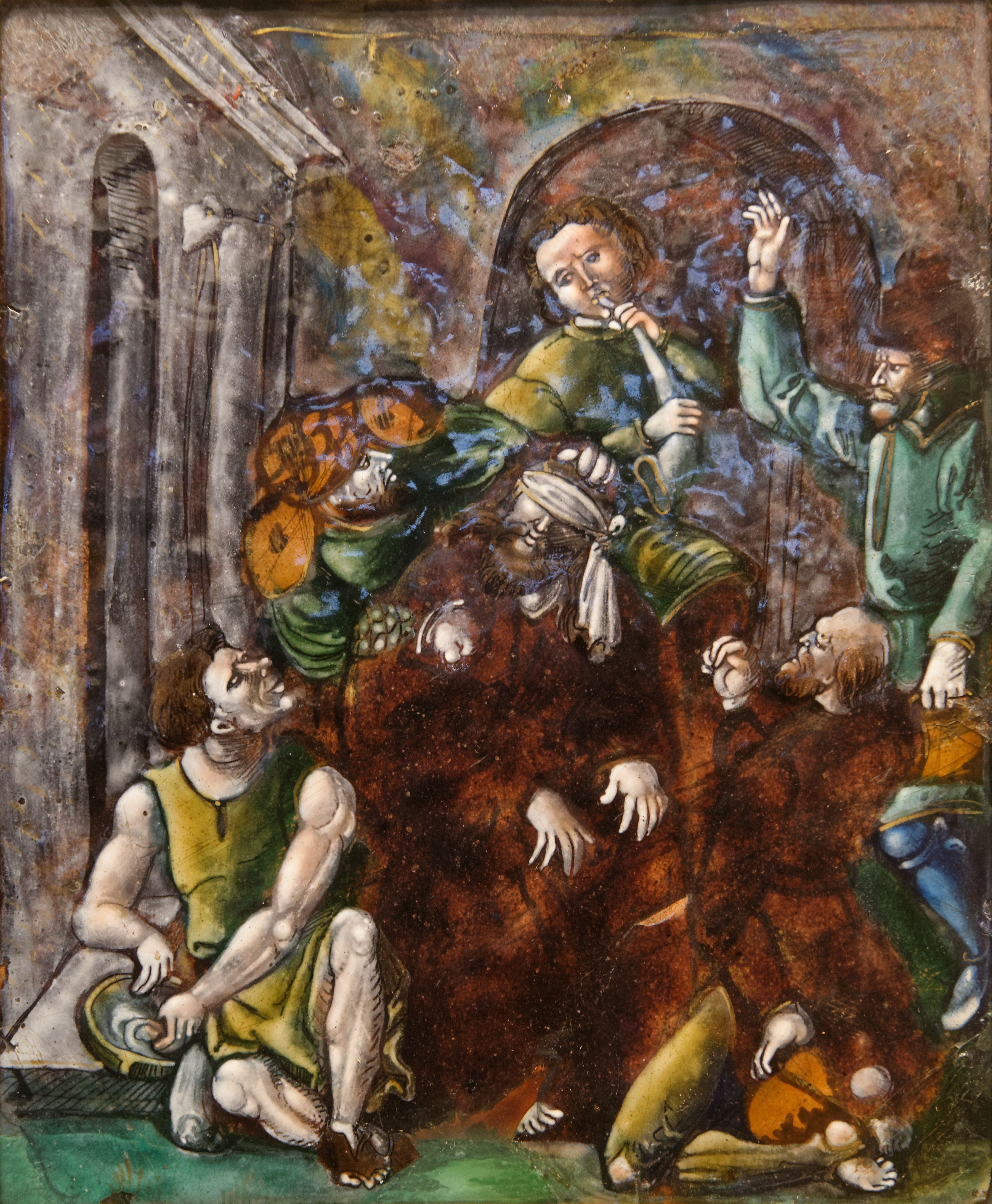
Le Christ couronné d'épines, v. 1530-1535, Musée national de la Renaissance
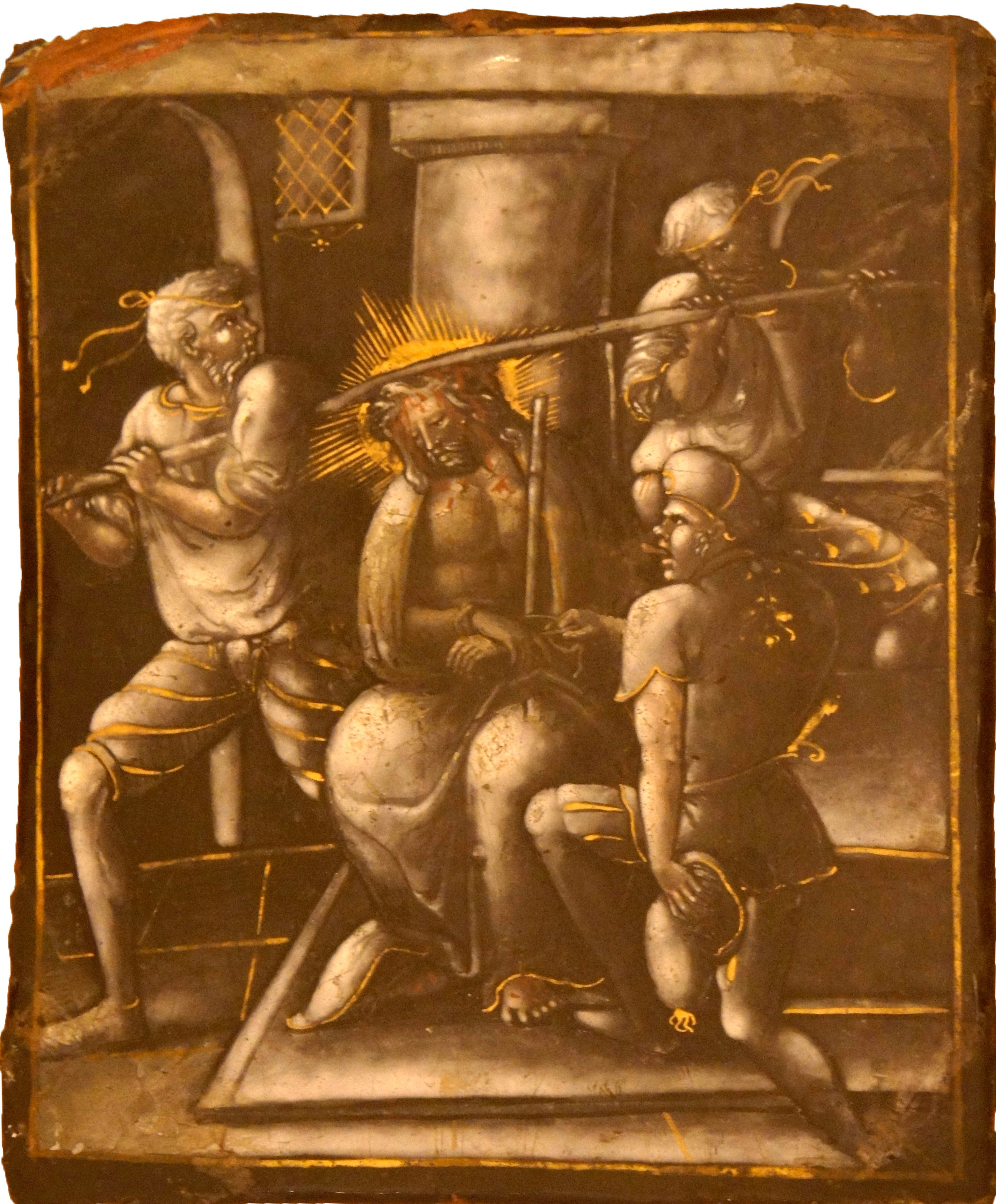
Le Couronnement d'épines, d'après Titien, Musée des beaux-arts et d'archéologie de Châlons-en-Champagne
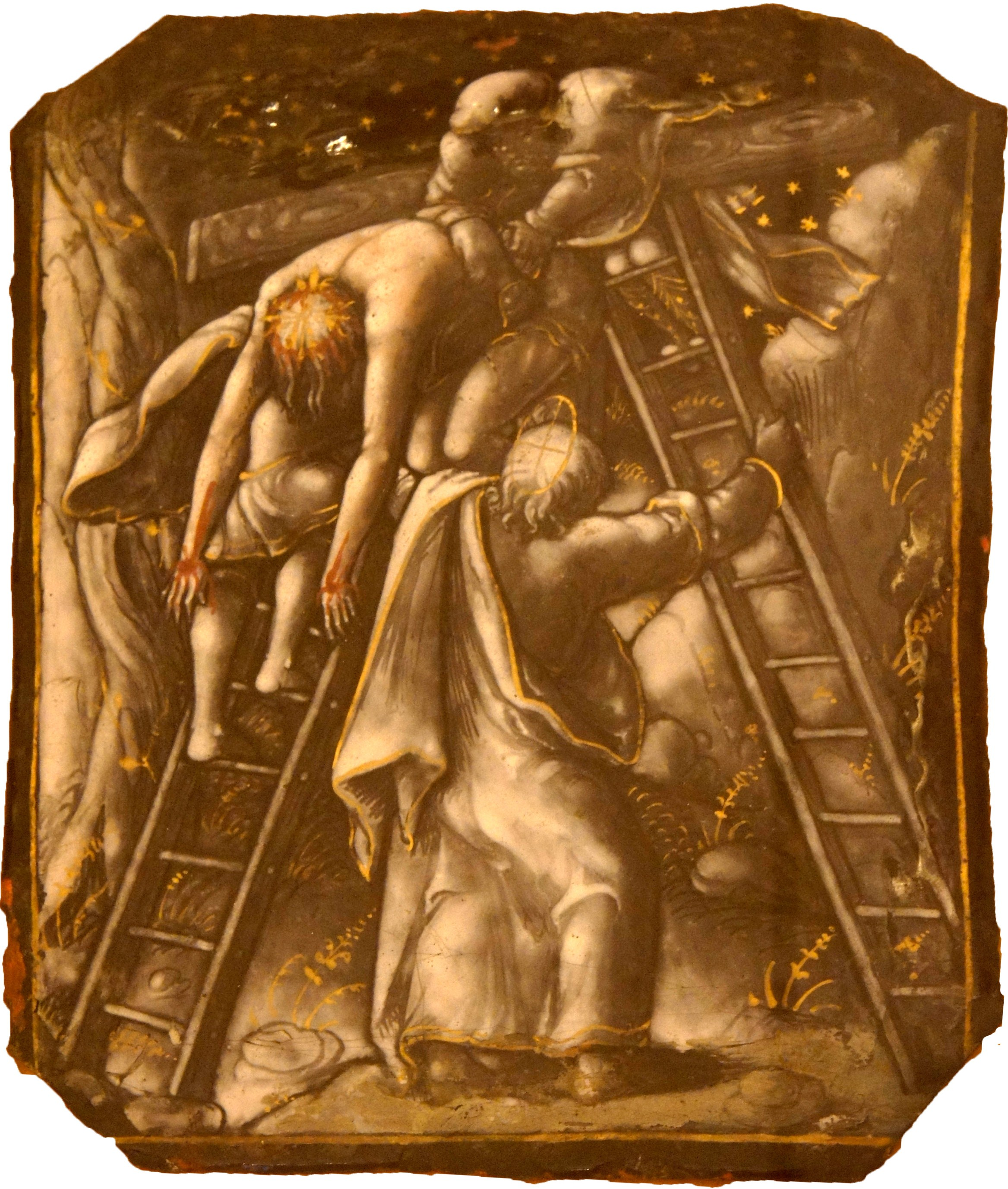
Descente de croix, Musée des beaux-arts et d'archéologie de Châlons-en-Champagne